# Мурад Хидиуед
Мурад Хидиуед (на френски: Mourad Hdiouad, произнася се Мурад Хдиуад) е бивш марокански футболист, национал, полузащитник. Роден е на 10 септември 1976 г. Футболист на немския ФК Аугсбург до лятото на 2009 г., където преминава от ЦСКА през юни 2006 г. Преди това е играч на Литекс (Ловеч), Ал Итихад (Саудитска Арабия), ФУС Рабат, Темара. Печели наградата за най-добър полузащитник на България за 2005 г. Носител на Купата на България за 2004 г. с Литекс (Ловеч) и за 2006 г. с ЦСКА.

## Успехи
Литекс (Ловеч)
- Купа на България (1): 2003-04

 ЦСКА
- Купа на България (1): 2005-06
- Суперкупа на България (1): 2006